# Masters de golf
Pour les articles homonymes, voir Masters.
Le Masters (ou le Tournoi des Maîtres) est l'un des quatre tournois annuels qui composent le Grand Chelem dans le golf professionnel masculin mondial (en compagnie de l'Open américain, l'Open britannique et le Championnat de la PGA). Disputé traditionnellement la seconde semaine d'avril, il est le premier des quatre chelems de l'année. Contrairement aux trois autres majeurs, (ainsi qu'on nomme ces quatre tournois), il se déroule toujours au même endroit : à l'Augusta National Golf Club, golf privé à Augusta en Géorgie (États-Unis). Le tournoi fut créé par Clifford Roberts et Bobby Jones, ce dernier en est d'ailleurs l'architecte avec Alister MacKenzie. Il est inscrit officiellement au calendrier des trois circuits : le PGA Tour, le Tour européen PGA et le Japan Golf Tour. Le nombre de participants est plus restreint que lors des autres tournois du Grand Chelem car ceux-ci doivent être invités par l'Augusta National Golf Club.
Il comporte plusieurs traditions, comme celle de la symbolique « veste verte » que le vainqueur de l'année précédente remet au vainqueur à l'issue du tournoi, ou le dîner des champions où sont conviés seulement les anciens vainqueurs et certains membres du golf club, dont le menu est composé par le tenant du titre.
Les billets d'entrée pour le tournoi sont pérennes d'une année sur l'autre, en ce sens qu'ils bénéficient chaque année aux mêmes (ou à leur famille et invités) de telle sorte qu'il n'est pas organisé de vente de billets.
Jack Nicklaus remporte le Masters à six reprises entre 1963 et 1986, il détient ce record suivi de Tiger Woods avec cinq victoires. Le premier non-américain à l'avoir remporté est le Sud-Africain Gary Player en 1961.

## Histoire

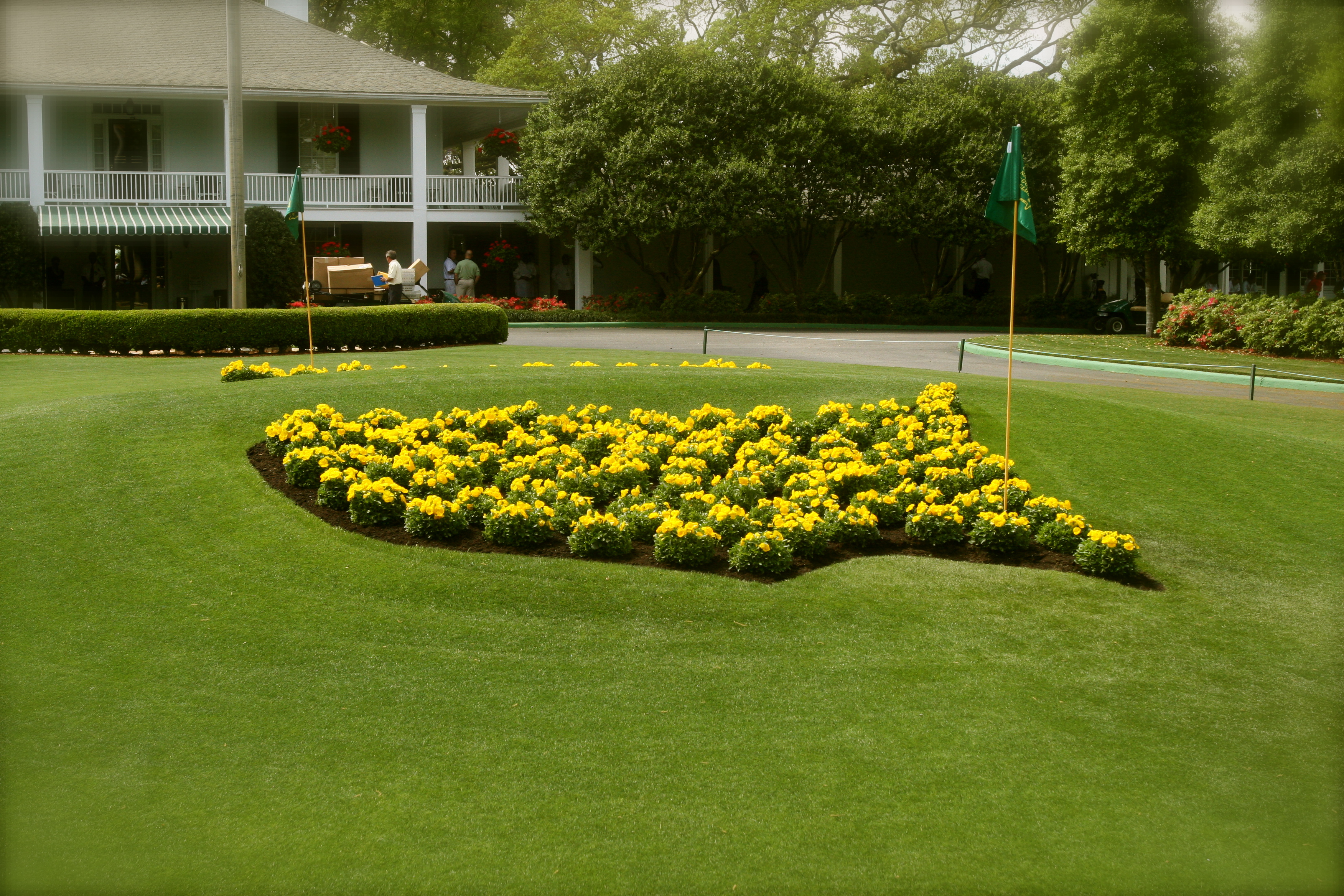
Logo du Masters à l’entrée du club.

### L'œuvre de Bobby Jones
Le tournoi des Maîtres est disputé sur le prestigieux parcours du Augusta National, en Géorgie. L'idée originale de ce tournoi est due au célèbre golfeur Bobby Jones qui voulait donner au golf un endroit pour une rencontre annuelle de prestige, à l'instar du British Open. Le premier président du tournoi, Clifford Roberts, donna ses lettres de noblesse au tournoi. Le parcours fut dessiné par l'architecte Alister MacKenzie. Le parcours ouvrit officiellement en 1933, malheureusement MacKenzie décéda quelque temps avant la création de la première édition du Masters.

### Premières éditions
La première édition du tournoi « Augusta National Invitational », connu à l'origine sous le nom de Masters a débuté le 22 mars 1934, et a été remporté par Horton Smith. Le nom actuel a été adopté en 1939. La première édition était jouée des trous 10 à 18 actuels pour les neuf trous de l'aller et des trous 1 à 9 actuels pour les neuf trous du retour puis inversée à titre définitif dans sa disposition actuelle pour le tournoi de l'année suivante en 1935.
Initialement, le parcours du Augusta National Invitational était composée d'associés proches de Bobby Jones. Jones avait adressé une pétition à l'USGA pour accueillir l'US Open à Augusta, mais l'USGA a rejeté la demande, en lui signifiant que le climat estival chaud de Géorgie créerait des conditions de jeu difficiles.
En 1935, Gene Sarazen a frappé le coup de golf resté célèbre, enquillant depuis le fairway du par 5 du trou numéro 15  un Albatros. Ce coup de génie permit à Sarazen de rejoindre Craig Wood, et il s'ensuivit des playoffs de 36 trous que Sarazen remporta par cinq coups d'écart. Le tournoi n'a pas été joué entre 1943 et 1945, en raison de Seconde Guerre mondiale. Afin d'aider l'effort de guerre, des bovins et des dindes ont été élevées sur les terres de l'Augusta National.

### 1960 - 1970

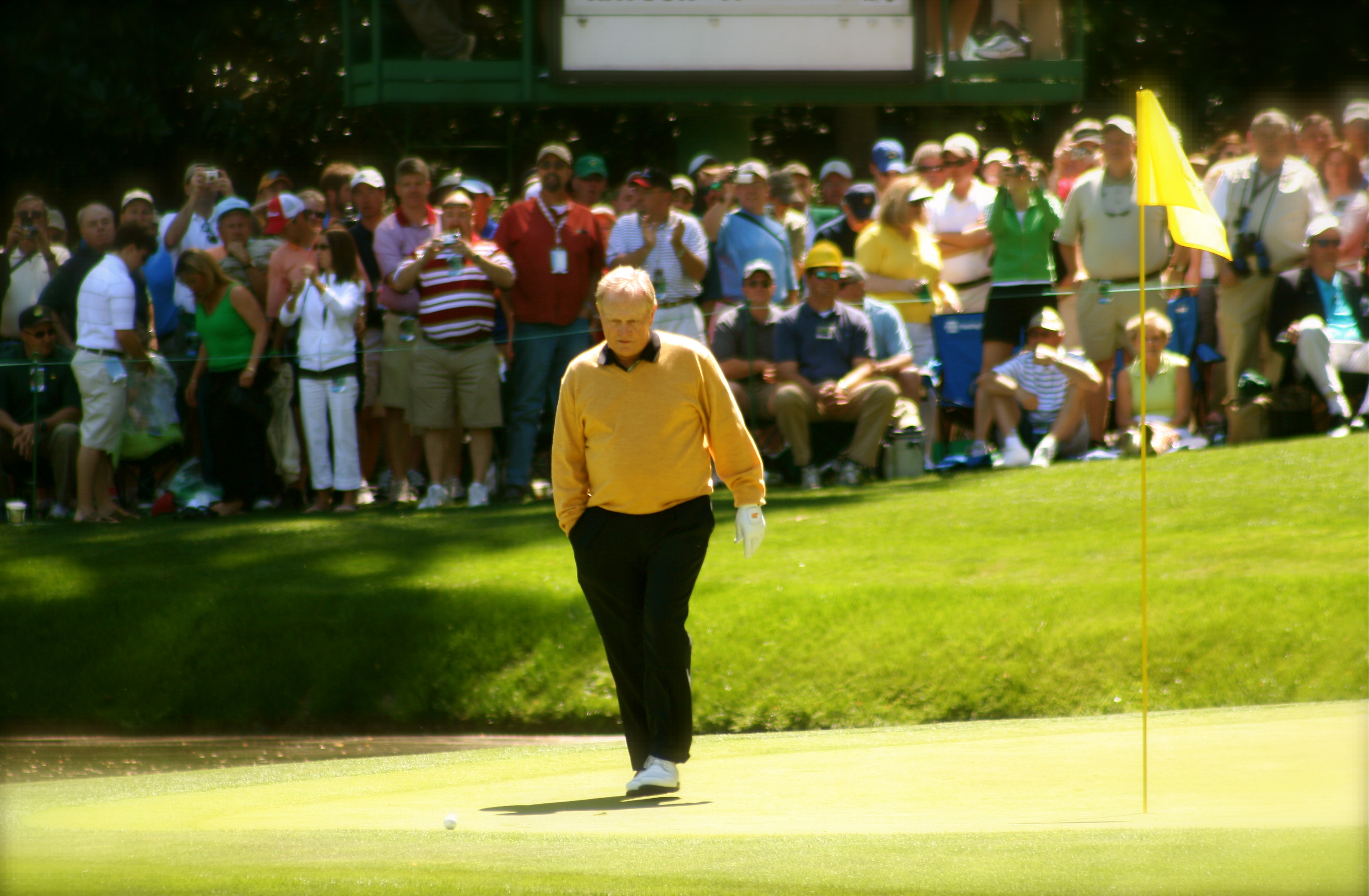
Jack Nicklaus lors de l'édition 2006 pour la compétition du par 3.

Le trio composé d'Arnold Palmer, Gary Player et Jack Nicklaus domina le Masters des années 1960 jusqu'à 1978, gagnant pendant cette période à eux seuls 11 fois le trophée. Après avoir remporté l'édition d'un coup en 1958, Palmer remporta encore le trophée de la même manière en 1960 dans des circonstances mémorables. Dominé d'un coup par Ken Venturi (en) lors de l'édition de 1960, Palmer réalisa deux birdies lors des deux derniers trous pour s'imposer. Il s'imposa de la même manière en 1962 et 1964,.
Jack Nicklaus a émergé au début des années 1960, et a servi de rival au populaire Palmer. Nicklaus a remporté sa première veste verte en 1963, en battant Tony Lema d'un coup. Deux ans plus tard, il signa un score record de 271 coups (17 sous le par) pour sa deuxième victoire aux Masters, Bobby Jones disant du jeu de Nicklaus qu'il était « un jeu avec lequel je ne suis pas familier ». L'année suivante, Nicklaus a remporté sa troisième veste verte lors d'un playoff de 18 trous éreintant contre Tommy Jacobs (en) et Gay Brewer. Cela fit de Nicklaus le premier joueur à remporter le Masters deux fois de suite. Il le remporta à nouveau en 1972, encore une fois par trois coups. En 1975, Nicklaus a été impliqué dans un duel avec Tom Weiskopf et Johnny Miller (en). Dans l'un des Masters les plus excitants à ce jour, il récolta la victoire par un coup d'avance sur ses deux challengers.
Gary Player est devenu le premier non-Américain à remporter le Masters en 1961 contre Arnold Palmer, le champion en titre. En 1974, il gagne encore par deux coups. Après ne pas avoir gagné un tournoi pendant quatre ans et à l'âge de 42 ans, Player a remporté son troisième et dernier Masters en 1978 par un coup sur trois joueurs. Actuellement, Player partage avec Fred Couples le record de 23 cuts successifs, et en a joué 52 au total,.
En 1975, Lee Elder devint le premier Afro-Américain à se qualifier pour le Masters, 15 ans avant que l'Augusta National ait admis son premier membre noir.

### 1980 - 2000
En 20 ans, les non-Américains ont récolté 11 victoires dans les années 1980 et 1990, ce qui est de loin le plus long palmarès qu'ils ont eu dans l'un des trois majeurs joué aux États-Unis depuis les premiers jours de l'US Open. Nicklaus est devenu le plus vieux joueur à remporter le Masters en 1986 quand il a remporté pour la sixième fois à l'âge de 46 ans,.
Pendant cette période, aucun golfeur n'a autant souffert de la pression de la concurrence à Augusta que Greg Norman. En 1987, Norman a perdu un play-off en mort subite face à Larry Mize. Mize effectua sur une frappe remarquable de 45 yards, un birdie au deuxième trou, et remporta le Masters. En 1996, Norman a égalé le record du parcours avec un premier tour à 63, et eu six coups d'avance sur Nick Faldo avant le dernier tour. Norman rendit une carte de 78 tandis que Faldo fit un score de 67 pour remporter le tournoi par cinq coups d'avance (et son troisième Masters). Norman a également souffert en 1986 lorsque, après quatre birdies consécutifs, et n'ayant seulement besoin que d'un par pour revenir en tête et à égalité avec Nicklaus, il a mal tapé son approche au fer 4 au dernier trou du 18, ratant son putt pour finir par un bogey.
En 1997, Tiger Woods a remporté à 21 ans le Masters avec douze coups d'écart sur le second, battant par la même occasion le record du tournoi sur quatre jours qui était resté invaincu depuis 32 ans,. Woods remporte encore le Masters l'année suivante, faisant de lui le troisième joueur de l'histoire à remporter le tournoi deux années consécutives, et réitère l'exploit en 2005 quand il bat Chris DiMarco lors des play-off, synonyme de première victoire en près de trois ans.

### 2000 - 2020
Lors de l'édition de 2003, le club a été la cible de Martha Burk présidente du NCWO (Comité National des Organisations Féminines aux États-Unis), qui a organisé une manifestation pour faire pression sur le club afin d'accepter les membres féminins. Burk prévoyait de protester contre la grille d'entrée du Augusta National au cours de la troisième journée du tournoi, mais sa demande de permis de le faire a été refusée et son plan échoua, le recours judiciaire ayant été rejeté. En 2004, Burk a déclaré qu'elle n'avait plus de plans pour protester contre le club.
Le tournoi de 2003 a été remporté par Mike Weir, qui est devenu le premier Canadien à gagner un championnat majeur, et le premier gaucher à remporter le Masters L'année suivante, un autre gaucher, Phil Mickelson, a remporté son premier championnat majeur en faisant un birdie au dernier trou pour battre Ernie Els par un coup d'écart Mickelson a également remporté le tournoi en 2006 et 2010.
En avril 2010, Billy Payne président de l'Augusta National Golf Club fait les gros titres, lorsqu'il commenta lors de la conférence de presse annuelle précédent le Masters, le comportement de Tiger Woods sur sa vie hors des greens. « Il n'y a pas que sa conduite qui soit remise en cause de façon aussi importante ici » a déclaré Payne, dans son discours d'ouverture. « Il y a également le fait qu'il nous a tous déçus, et encore plus important, qu'il a déçu nos enfants et nos petits-enfants. »,.
Deuxième en 2014 et vainqueur en 2015, Jordan Spieth est en tête lors du dernier tour de l'édition 2016 et semble pouvoir gagner deux éditions consécutive du Masters. Seul Tiger Woods, Nick Faldo et Jack Nicklaus ont réussi cela avant lui. En tête avec deux coups d'avance au début de l'Amen Corner, il perd quatre coups sur celui-ci, un sur le 11, quatre sur le seul trou 12 avant d'en regagner un grâce à un birdie sur le 13. Cela permet à l'Anglais Danny Willett de remporter son premier tournoi majeur avec trois coup d'avance sur le tenant du titre.
Augusta National est aujourd'hui un parcours de renommée mondiale, y compris pour la qualité des essences et des massifs qui fleurissent traditionnellement au moment de l'épreuve. La participation est extrêmement sélective. Le niveau de difficulté, des greens notamment, est très élevé, mais c'est sa longueur (7 445 yards pour un par 72) qui étonne le plus. C'est le deuxième plus long parcours de la PGA.

## L'«Amen Corner»
C'est le nom qui a été donné aux 3 trous qui sont réputés pour être l'enchaînement le plus difficile du parcours ; il s'agit des trous 11, 12 et 13. Ce nom a été donné à ce passage du parcours en référence à un morceau de jazz, par le journaliste Herbert Warren Wind dans un article paru en 1958 dans Sports Illustrated. Cherchant un nom pour un secteur du parcours où des faits décisifs s’étaient produits cette année-là, il s’inspira du nom d’un vieux morceau de jazz Shouting at Amen Corner créé par un groupe sous la direction de Milton Mezzrow.

## Épreuve
Le Masters est l'un des quatre majeurs qui compte le plus petit nombre de participants, qui tourne autour d'environ quatre-vingt dix à cent joueurs. Contrairement aux autres Majeurs, il n'y a pas de tournoi qualificatifs. C'est une compétition à laquelle participent les joueurs uniquement sur invitation, laquelle est soumise à des critères stricts. Les 50 premiers joueurs du fameux classement mondial, le Official World Golf Ranking sont tous invités automatiquement.
Les anciens vainqueurs sont invités à participer à chaque édition, mais depuis 2002 le Augusta National Golf Club les décourage à continuer à participer du fait de leurs âges avancés.
Les critères d'invitation (à compter de 2010) :
1. Les vainqueurs du Masters (à vie) ;
2. Les vainqueurs de l'US Open (Membre Honoraire, valable 5 ans) ;
3. Les vainqueurs de l'Open Championship (Membre Honoraire, valable 5 ans) ;
4. Les vainqueurs du PGA Championship (Membre Honoraire, valable 5 ans) ;
5. Les vainqueurs du The Players Championship (Valable 3 ans) ;
6. Le vainqueur du U.S. Amateur (Membre Honoraire, valable 1 an) et le vice-champion ;
7. Le vainqueur du British Amateur (Membre Honoraire, valable 1 an) ;
8. Le vainqueur du Asian Amateur Championship (Membre Honoraire, valable 1 an) ;
9. Le vainqueur du U.S. Amateur Public Links ;
10. Le vainqueur du U.S. Mid-Amateur ;
11. Le vainqueur du Latin America Amateur Championship ;
12. Les 12 premiers joueurs (et ex aequo), du Masters de l'année précédente ;
13. Les 4 premiers joueurs (et ex aequo), de l'US Open de l'année précédente ;
14. Les 4 premiers joueurs (et ex aequo), de l'Open Championship de l'année précédente ;
15. Les 4 premiers joueurs (et ex aequo), du PGA Championship de l'année précédente ;
16. Les 30 premiers joueurs les mieux classés en termes de gain lors de la liste officiel du PGA Tour de l'année précédente ;
17. Les 50 premiers joueurs du Official World Golf Ranking de l'année précédente ;
18. Les 50 premiers joueurs du Official World Golf Ranking publié la semaine précédant le Masters.

La plupart des joueurs remplissent plusieurs critères d'admissibilité pour l'invitation au tournoi. Le Comité du Masters, peut aussi, à sa discrétion inviter tout golfeur qui ne serait pas qualifié autrement, mais ces invitations sont actuellement réservées pour les joueurs internationaux.

## Traditions

### Récompenses
En 2008, le montant total des gains pour le tournoi est de 7 500 000 $, dont 1 350 000 $ pour le vainqueur. Lors de l'inauguration du tournoi en 1934, le vainqueur Horton Smith reçu 1 000 $ sur une cagnotte de 5 000 $. Après sa première victoire en 1963, Jack Nicklaus reçut 20 000 dollars. Sa victoire, 23 ans plus tard en 1986, lui rapporte 144 000 dollars,. Ces dernières années les gains ont considérablement augmenté : entre 2001 et 2008, la cagnotte a augmenté de 1 500 000 $,.
En plus du gain monétaire, le vainqueur se voit revêtir d'une veste verte, tradition qui date officiellement de 1949. Cette veste verte est le vêtement officiel porté par les membres de l'Augusta National Golf Club. Chaque vainqueur du masters devient membre honoraire du club. La veste est d'abord remise au vainqueur dans la cabine de score, puis la présentation est répétée à l'extérieur, près du 18e trou, face aux spectateurs. Le vainqueur garde la veste lors de la première année de sa première victoire, puis la retourne au club pour la porter à nouveau lorsqu'il s'y trouve.
La tradition remonte à 1949, lorsque Sam Snead remporta le Masters, premier d'une série de trois titres. Seul le vainqueur de son premier titre est autorisé à sortir la veste du Augusta National Golf Club. Les seules exceptions à cette règle sont Gary Player, qui, dans sa joie après sa victoire en 1961 rapporta la veste par erreur à son domicile en Afrique du Sud — il a toutefois toujours respecté l'esprit de la règle et n'a jamais porté la veste —, Seve Ballesteros qui, dans une interview avec Peter Alliss à son domicile de Pedreña, a dévoilé l'une de ses deux vestes vertes dans sa salle des trophées, et Henry Picard dont la veste a été retiré du club avant que la tradition ne soit établie : elle est restée dans son cabinet pour un certain nombre d'années, et est maintenant exposée au Golf Club de Canterbury à Beachwood, dans l'Ohio, où Picard a été professionnel pendant de nombreuses années,.
Par tradition, le vainqueur du Masters de l'année précédente du tournoi remet la veste au vainqueur à la fin du tournoi. En 1966, Jack Nicklaus, premier joueur à remporter le tournoi deux années consécutives, revêtit la veste de lui-même. Cependant, le protocole changea et lorsque Nick Faldo, en 1990, et Tiger Woods, en 2002, gagnèrent successivement l'épreuve, le président du Augusta National se chargea de remettre la veste aux vainqueurs.
Plusieurs prix sont présentés aux joueurs qui réalisent des exploits exceptionnels pendant le tournoi. Le joueur qui réalise le score le plus bas de la journée reçoit un vase de cristal, tandis que les joueurs qui réussissent un trou-en-un ou un albatros gagnent un énorme saladier en cristal. Pour chaque eagle, un joueur reçoit une paire de verres en cristal. Le vainqueur de la compétition de Par 3, qui est joué le jour précédent le début du tournoi, remporte une coupe de cristal. En plus de la veste verte, le gagnant du tournoi reçoit une médaille d'or. Il a son nom gravé sur la médaille d'argent du trophée du Masters, introduit en 1961, qui représente le club-house. Ce trophée reste à Augusta National. Depuis 1993, le gagnant reçoit une réplique en argent. Le second reçoit une médaille d'argent, introduit en 1951. À partir de 1978, un plateau en argent a été ajouté à la récompense du second.
En 1952, le Masters commença à offrir un trophée, connue sous le nom de la Coupe d'Argent, attribué au score le plus bas effectué par un amateur. En 1954, le Masters a commencé à offrir une médaille d'argent au second amateur effectuant le score le plus bas.

### Invitations des joueurs
Comme avec les autres majeurs, remporter le Masters donne au vainqueur plusieurs privilèges qui rendent sa carrière plus sûre. Le champion est automatiquement invité à jouer dans les trois autres majeurs (l'US Open, l'Open Championship et le Championnat de la PGA) pour les cinq années suivantes, et gagne une invitation à vie au Masters. Il reçoit également l'adhésion sur le PGA Tour pour les cinq saisons suivantes et des invitations au The Players Championship pendant cinq ans également.
Du fait que le tournoi a été créé par le golfeur amateur Bobby Jones, le Masters a une tradition d'honneur et de respect envers le golf amateur. Il invite les gagnants des tournois amateur les plus prestigieux du monde. Aussi, le champion des États-Unis amateur joue toujours dans le même groupe que le vainqueur de la précédente édition lors des deux premiers jours du tournoi.

### Coup de départ d'honneur
Depuis 1963, la coutume est de commencer le tournoi avec un coup de départ d'honneur au premier trou, généralement effectué par l'un des joueurs légendaires du golf. Les départs étaient célébrés par le duo Jock Hutchison et Fred McLeod, qui ont conduit l'inauguration de tous les tournois à partir de 1963 jusqu'en 1973, quand sa mauvaise santé empêcha Hutchison de frapper la balle. McLeod a continué jusqu'à sa mort en 1976. Byron Nelson et Gene Sarazen ont commencé en 1981, et ont ensuite été rejoints par Sam Snead en 1984. Ce trio a continué jusqu'en 1999 lorsque Sarazen décéda, tandis que Nelson abandonna en 2001. Snead frappa à la cérémonie d'ouverture jusqu'en 2001, un an avant sa mort. En 2007, Arnold Palmer a pris ses fonctions en tant qu'engagé d'honneur. Palmer a également eu l'honneur en 2008 et 2009. Lors du Masters 2010 et Masters 2011, Jack Nicklaus rejoint Palmer en tant que co engagé d'honneur de l'événement.

### Dîner des champions
Le dîner des champions a lieu chaque année le mardi soir précédant le premier tour du jeudi. Le premier dîner a été organisé en 1952, invités par le champion en titre Ben Hogan, afin d'honorer les anciens champions du tournoi À cette époque quinze éditions avaient déjà été jouées, et le nombre d'anciens champions était de onze (y compris Hogan). Officiellement connu sous le nom Club des Maîtres, le dîner ne comprend que les anciens vainqueurs de l'épreuve, même si certains membres du Augusta National Golf Club ont été inclus en tant que membres honoraire, le plus souvent le président. Le champion en titre, en tant qu'hôte, sélectionne le menu pour le dîner. Au fil des ans, l'un des plats les plus mémorables a été le haggis, servis par l'Écossais Sandy Lyle en 1989.

### Concours de par 3

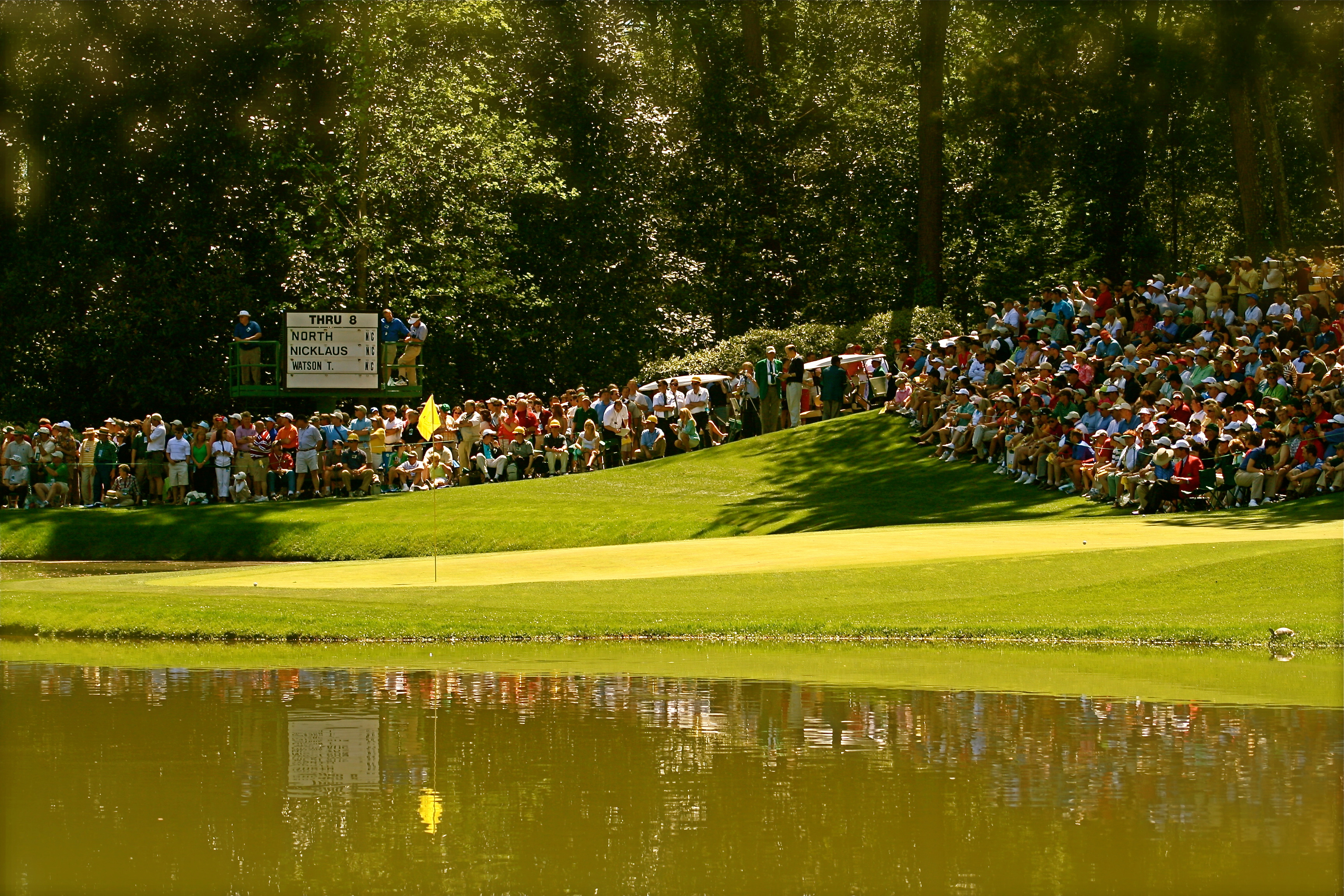
Le trou numéro 9 du parcours de par 3.

Le concours de Par 3 a été construit en 1958 est lancé en 1960, et a été remporté cette année-là par Snead. Depuis lors, il a toujours eu lieu le mercredi qui précède le début du tournoi. Il s'agit d'un parcours de neuf trous de 1 060 yards pour un Par 27. Il y eut 94 trous-en-un dans l'histoire du concours, dont un record de neuf survenant en 2009. Aucun vainqueur du concours n'a également remporté le Masters la même année,. Plusieurs joueurs, tels que Padraig Harrington, Sandy Lyle et Sam Snead, ont gagné le concours plusieurs fois. Les deux premiers ont gagné le concours plusieurs années de suite. Les golfeurs peuvent employer leurs amis, épouses, coachs ou enfants comme caddies, ce qui contribue à créer une atmosphère familiale,. En 2008, l'événement a été diffusé pour la première fois par la chaîne sportive américaine ESPN.

### Caddies
Avant 1982, tous les joueurs du Masters étaient tenu d'utiliser les services d'un caddie de l'Augusta National Club qui, par tradition du club a toujours été un Afro-Américain. En effet, le cofondateur du club Clifford Roberts est célèbre pour avoir dit : « Tant que je suis vivant, les golfeurs seront blancs et les caddies, noirs. » Depuis 1982, les joueurs ont été autorisés a utiliser leur propre caddie. Le Masters tient à ce que les caddies portent un uniforme composé d'une combinaison blanche, un bonnet vert Masters, et des chaussures de tennis blanches. Le nom de famille, et parfois la première lettre de chaque joueur se trouve sur le dos de l'uniforme de son caddie. Le champion en titre reçoit toujours le numéro «1» pour son caddie : les autres golfeurs obtiennent leurs numéros de caddie dans l'ordre dans lequel ils sont inscrits dans le tournoi.

### Autres traditions
Le lendemain du tournoi, les écoliers de Bobby Jones de l'Université de St Andrews en Écosse jouent un tour à quatre balles sur le parcours. Ce sont les dernières personnes à pouvoir jouer sur le parcours avant que les intendants de terrain ne commencent le processus de réparation et la reconstitution du parcours tel qu'il était avant d'accueillir le tournoi.

## Format
Le Masters est le premier tournoi majeur de golf de l'année, et depuis 1940, le dernier tour se déroule toujours le deuxième dimanche du mois d'avril. Du fait que le Masters soit l'un des quatre majeurs qui compte le plus petit nombre de participants, les joueurs s'affrontent par groupes de trois pour les 36 premiers trous sur les deux premiers jours. Après 36 trous joués par tous les participants, un certain nombre de joueurs sont éliminés s'ils n'ont pas passé le cut. Pour continuer les deux derniers tours, les joueurs doivent être parmi les 50 premiers (depuis l'édition 2014) (les joueurs ex aequo sont pris en compte) ou à moins de 10 coups du leader. Ces règles s'appliquent depuis le tournoi de 1961; de 1957 à 1960 était pris en compte les 40 meilleurs scores et joueurs ex aequo arrivant à moins de 10 coups du leader. Avant 1957, il n'y avait pas de cut après 36 trous.

## Le parcours
Le parcours de golf était autrefois une pépinière et chaque trou porte le nom de l’arbre ou de l’arbuste auquel il a été associé.
Le parcours est disposé en 2014 de la manière suivante :
| Trou | Nom                       | Yards | Par |    | Trou              | Nom      | Yards | Par |
| ---- | ------------------------- | ----- | --- | -- | ----------------- | -------- | ----- | --- |
| 1    | Olivier odorant           | 445   | 4   |    | 10                | Camellia | 495   | 4   |
| 2    | Cornouiller à fleurs      | 575   | 5   | 11 | Cornus alba       | 505      | 4     |     |
| 3    | Pêcher                    | 350   | 4   | 12 | Forsythia         | 155      | 3     |     |
| 4    | Pommier                   | 240   | 3   | 13 | Azalea            | 545      | 5     |     |
| 5    | Magnolia à grandes fleurs | 455   | 4   | 14 | Cunninghamia      | 440      | 4     |     |
| 6    | Genévrier de Virginie     | 180   | 3   | 15 | Pyracantha        | 530      | 5     |     |
| 7    | Herbe de la pampa         | 450   | 4   | 16 | Gainier du Canada | 170      | 3     |     |
| 8    | Gelsemium sempervirens    | 570   | 5   | 17 | Nandina domestica | 440      | 4     |     |
| 9    | Prunus caroliniana        | 460   | 4   | 18 | Ilex opaca        | 465      | 4     |     |
| Out  | Out                       | 3 725 | 36  | In | In                | 3 710    | 36    |     |
|      |                           |       |     |    | Total             | Total    | 7 435 | 72  |

Les longueurs du parcours pour le Masters à chaque décennie sont les suivantes :
| - 2010 : 7 435 yards (6 799 m) - 2000 : 6 985 yards (6 387 m) - 1990 : 6 905 yards (6 314 m) - 1980 : 7 040 yards (6 437 m) | - 1970 : 6 980 yards (6 383 m) - 1960 : 6 980 yards (6 383 m) - 1950 : 6 900 yards (6 309 m) - 1940 : 6 800 yards (6 218 m) |

Le parcours a été allongé à 7 445 yards (6 808 m) en 2006. Le trou no 1 a été raccourci de 10 yards (9 m) en 2009, faisant une longueur actuelle de 7 435 yards (6 799 m).

## Vainqueurs
Le premier vainqueur du tournoi est Horton Smith en 1934. Il a réalisé le doublé en 1936. Le joueur qui comptabilise le plus grand nombre de victoires est Jack Nicklaus, qui a gagné six fois entre 1963 et 1986. Tiger Woods lui en a gagné 5 (dernier en 2019) et Arnold Palmer 4. Jimmy Demaret, Gary Player, Sam Snead, Nick Faldo et Phil Mickelson comptabilisent trois titres de leur côté. Gary Player est aussi devenu le premier vainqueur étranger après cette première victoire en 1961. D'autres vainqueurs connus incluent Byron Nelson, Ben Hogan, Tom Watson, Seve Ballesteros, Bernhard Langer, Ben Crenshaw, José María Olazábal, Bubba Watson et Scott Scheffler , qui ont gagné le tournoi deux fois.

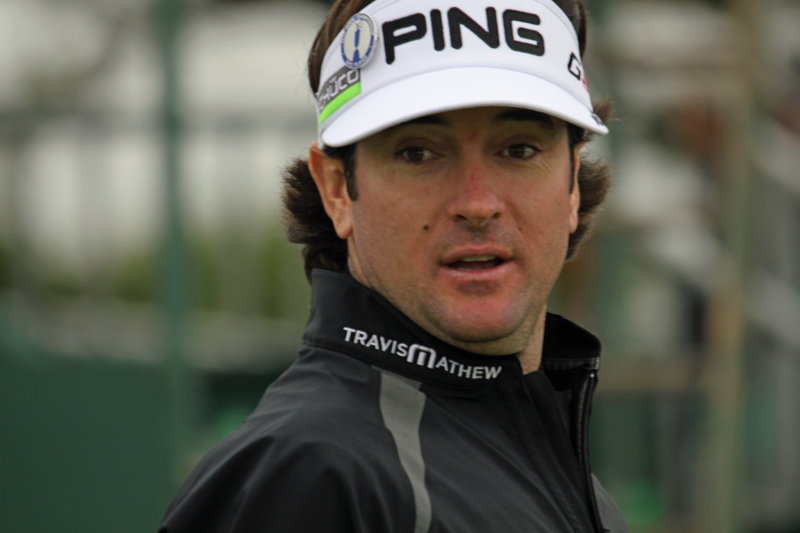
Bubba Watson, vainqueur en 2012 et 2014.

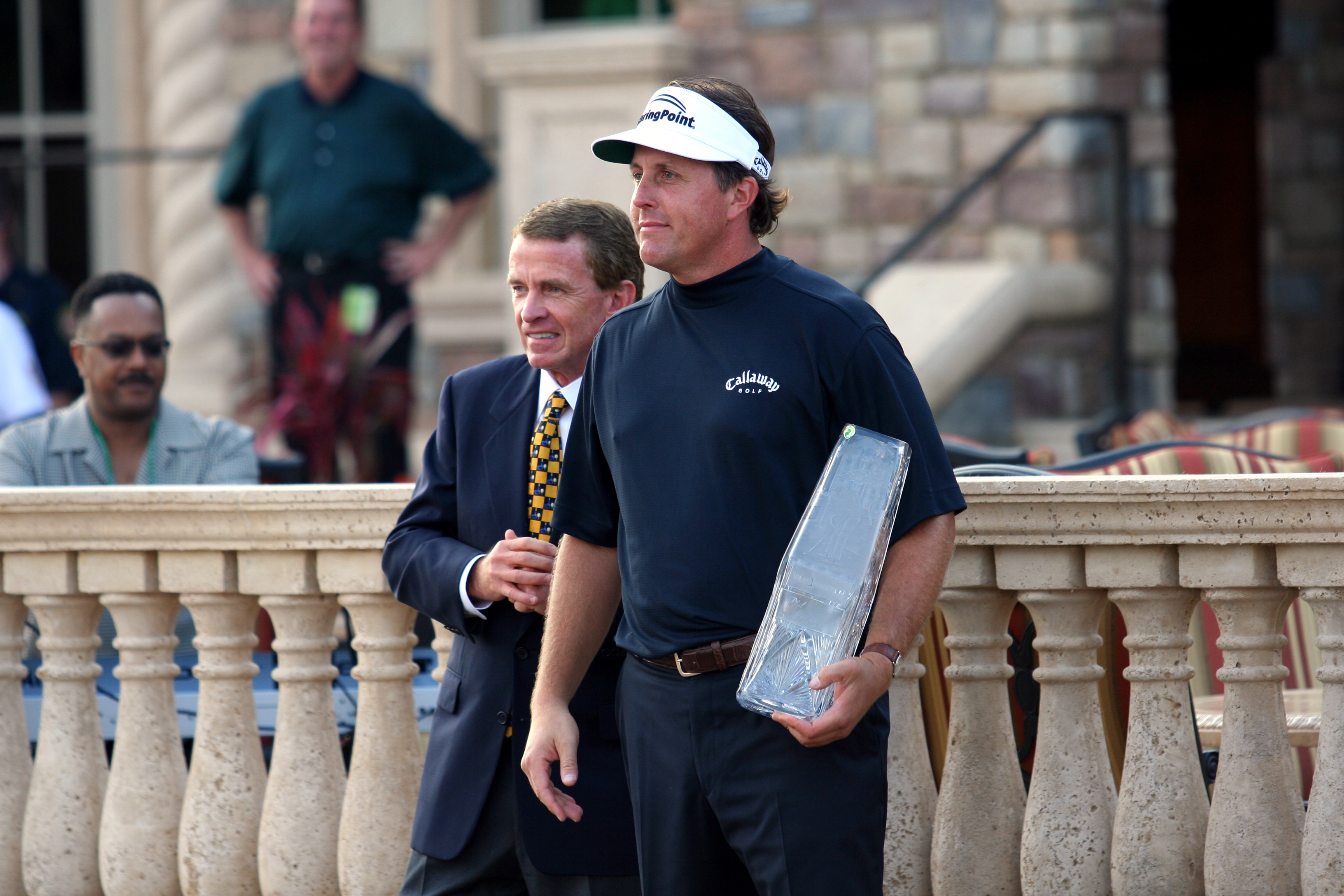
Phil Mickelson, vainqueur en 2004, 2006 et 2010.

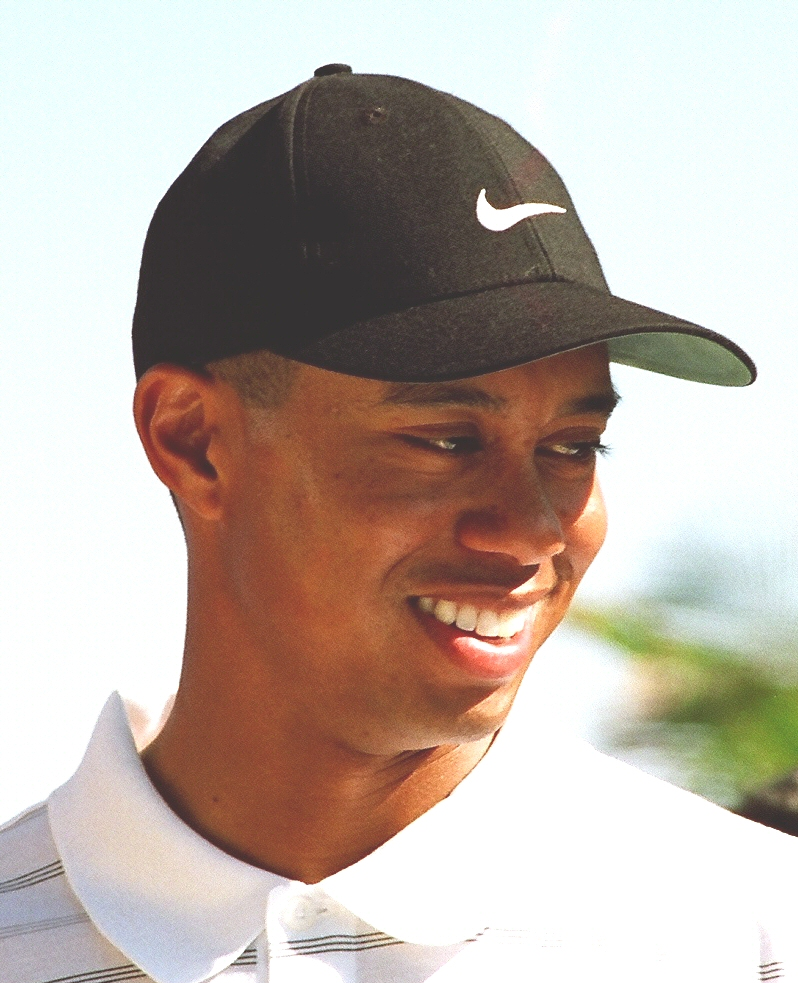
Tiger Woods, vainqueur en 1997, 2001, 2002, 2005 et 2019.

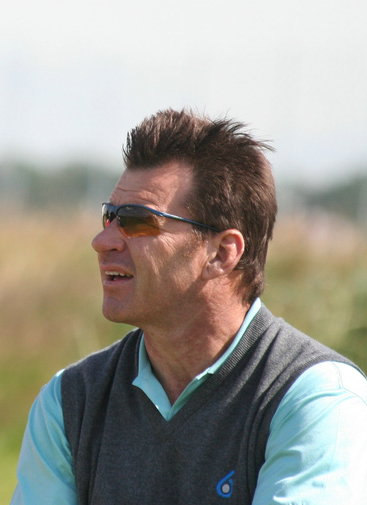
Nick Faldo, vainqueur en 1989, 1990 et 1996.

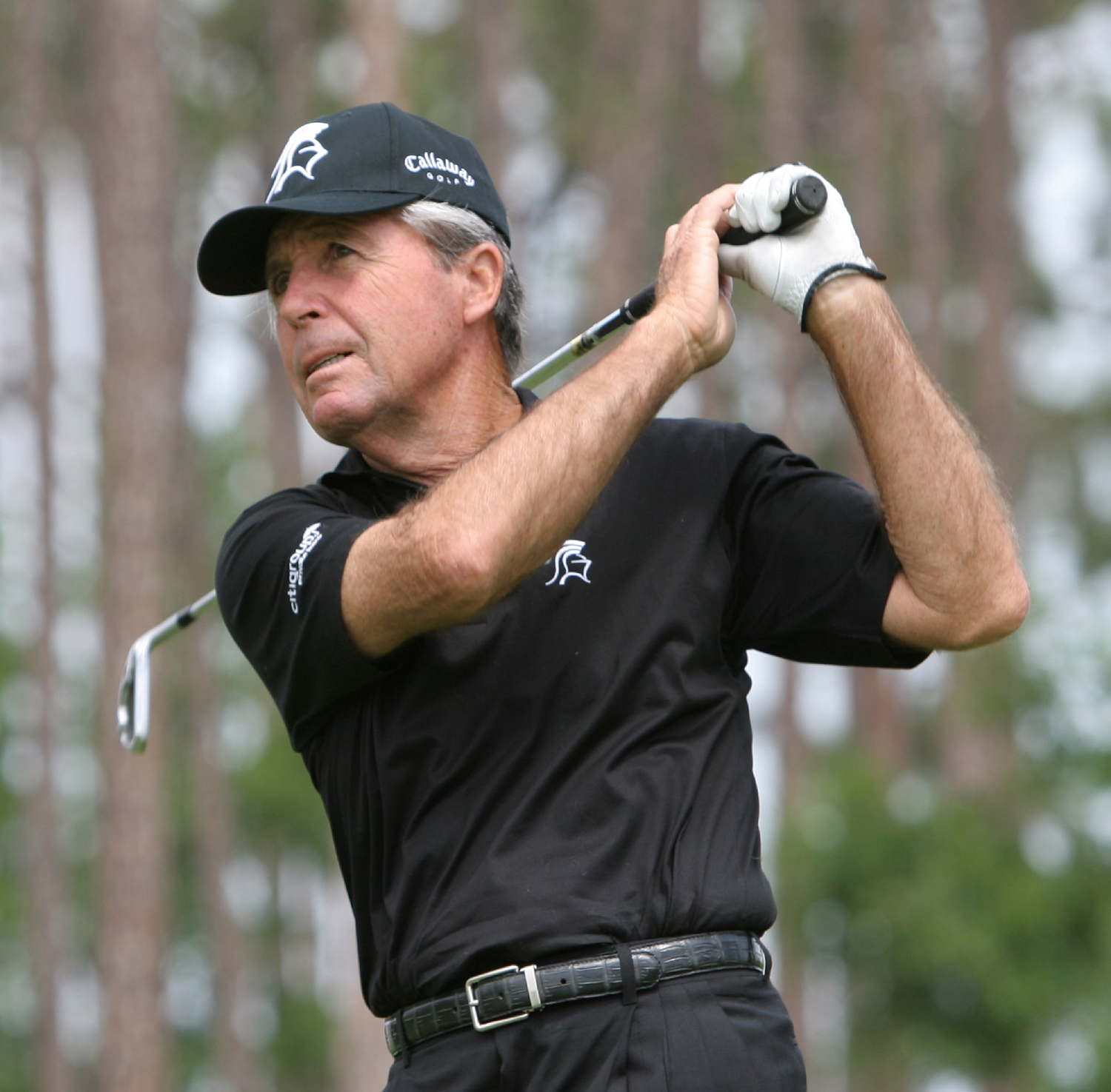
Gary Player, vainqueur en 1961, 1974 et 1978.

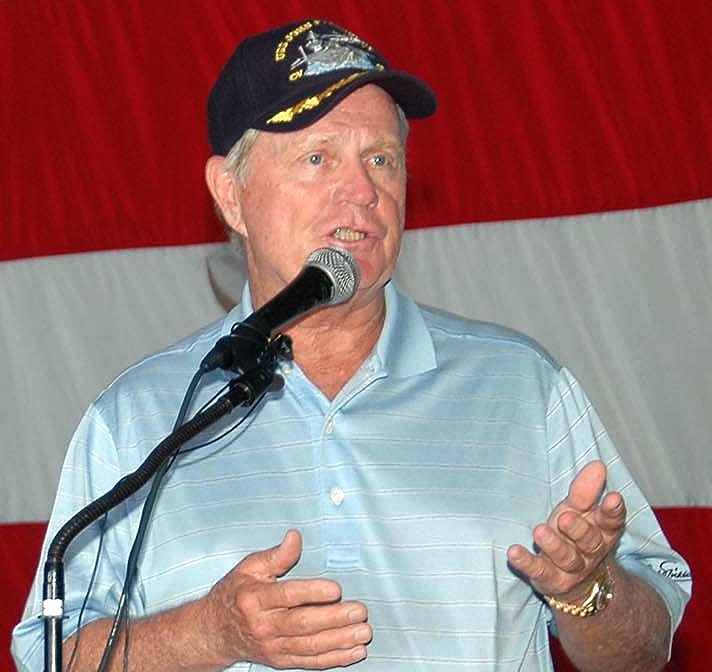
Jack Nicklaus, vainqueur en 1963, 1965, 1966, 1972, 1975 et 1986.

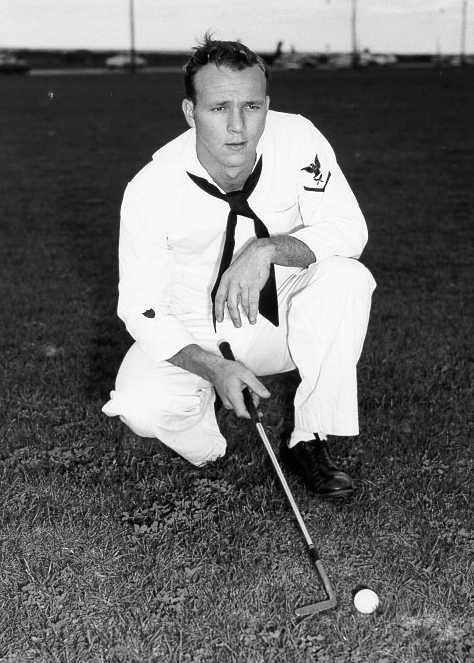
Arnold Palmer, vainqueur en 1958, 1960, 1962 et 1964.

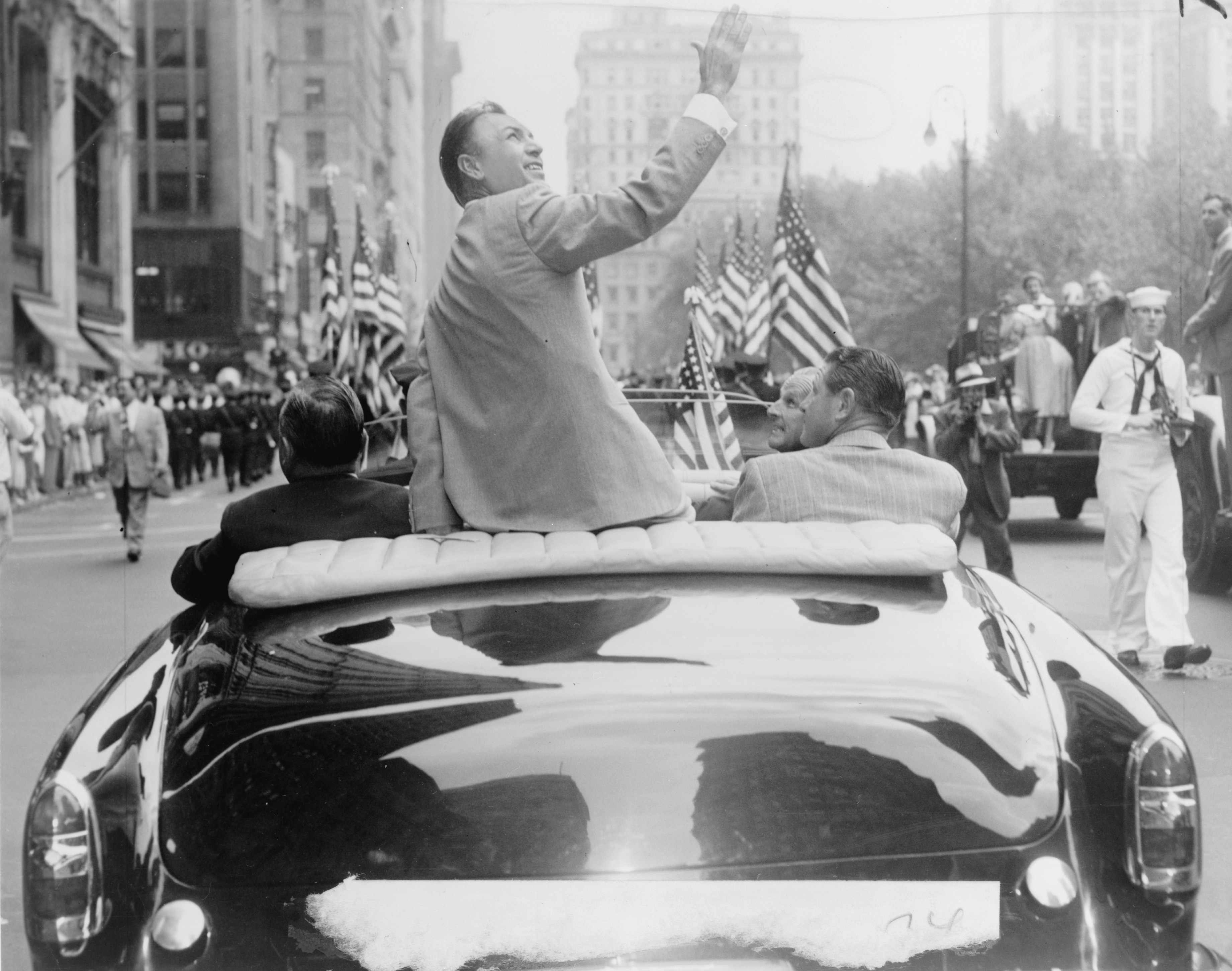
Ben Hogan, vainqueur en 1951 et 1953.

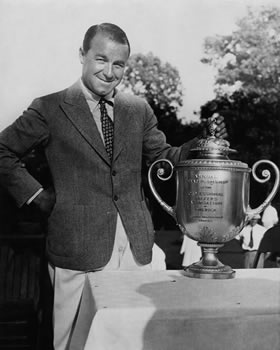
Gene Sarazen, vainqueur en 1935.

| Année | Champion                                               | Score                                                  | Écart avec le 2e                                       |                                                        |
| ----- | ------------------------------------------------------ | ------------------------------------------------------ | ------------------------------------------------------ | ------------------------------------------------------ |
| 1934  | Horton Smith                                           | -4                                                     | 1                                                      |                                                        |
| 1935  | Gene Sarazen                                           | -6                                                     | Playoff (2)                                            |                                                        |
| 1936  | Horton Smith (2)                                       | -3                                                     | 1                                                      |                                                        |
| 1937  | Byron Nelson                                           | -5                                                     | 2                                                      |                                                        |
| 1938  | Henry Picard                                           | -3                                                     | 2                                                      |                                                        |
| 1939  | Ralph Guldahl                                          | -9                                                     | 1                                                      |                                                        |
| 1940  | Jimmy Demaret                                          | -8                                                     | 4                                                      |                                                        |
| 1941  | Craig Wood                                             | -8                                                     | 3                                                      |                                                        |
| 1942  | Byron Nelson (2)                                       | -8                                                     | Playoff (2)                                            |                                                        |
| 1943  | Tournoi annulé en raison de la Seconde Guerre mondiale | Tournoi annulé en raison de la Seconde Guerre mondiale | Tournoi annulé en raison de la Seconde Guerre mondiale | Tournoi annulé en raison de la Seconde Guerre mondiale |
| 1944  | Tournoi annulé en raison de la Seconde Guerre mondiale | Tournoi annulé en raison de la Seconde Guerre mondiale | Tournoi annulé en raison de la Seconde Guerre mondiale | Tournoi annulé en raison de la Seconde Guerre mondiale |
| 1945  | Tournoi annulé en raison de la Seconde Guerre mondiale | Tournoi annulé en raison de la Seconde Guerre mondiale | Tournoi annulé en raison de la Seconde Guerre mondiale | Tournoi annulé en raison de la Seconde Guerre mondiale |
| 1946  | Herman Keiser                                          | -6                                                     | 1                                                      |                                                        |
| 1947  | Jimmy Demaret (2)                                      | -7                                                     | 2                                                      |                                                        |
| 1948  | Claude Harmon                                          | -9                                                     | 5                                                      |                                                        |
| 1949  | Sam Snead                                              | -6                                                     | 3                                                      |                                                        |
| 1950  | Jimmy Demaret (3)                                      | -5                                                     | 2                                                      |                                                        |
| 1951  | Ben Hogan                                              | -8                                                     | 2                                                      |                                                        |
| 1952  | Sam Snead (2)                                          | -2                                                     | 4                                                      |                                                        |
| 1953  | Ben Hogan (2)                                          | -14                                                    | 5                                                      |                                                        |
| 1954  | Sam Snead (3)                                          | +1                                                     | Playoff (2)                                            |                                                        |
| 1955  | Cary Middlecoff                                        | -9                                                     | 7                                                      |                                                        |
| 1956  | Jack Burke Jr.                                         | +1                                                     | 1                                                      |                                                        |
| 1957  | Doug Ford                                              | -5                                                     | 3                                                      |                                                        |
| 1958  | Arnold Palmer                                          | -4                                                     | 1                                                      |                                                        |
| 1959  | Art Wall Jr.                                           | -4                                                     | 1                                                      |                                                        |
| 1960  | Arnold Palmer (2)                                      | -6                                                     | 1                                                      |                                                        |
| 1961  | Gary Player}                                           | -8                                                     | 1                                                      |                                                        |
| 1962  | Arnold Palmer (3)                                      | -8                                                     | Playoff (3)                                            |                                                        |
| 1963  | Jack Nicklaus                                          | -2                                                     | 1                                                      |                                                        |
| 1964  | Arnold Palmer (4)                                      | -12                                                    | 6                                                      |                                                        |
| 1965  | Jack Nicklaus (2)                                      | -17                                                    | 9                                                      |                                                        |
| 1966  | Jack Nicklaus (3)                                      | E                                                      | Playoff (3)                                            |                                                        |
| 1967  | Gay Brewer                                             | -8                                                     | 1                                                      |                                                        |
| 1968  | Bob Goalby                                             | -11                                                    | 1                                                      |                                                        |
| 1969  | George Archer                                          | -7                                                     | 1                                                      |                                                        |
| 1970  | Billy Casper                                           | -9                                                     | Playoff (2)                                            |                                                        |
| 1971  | Charles Coody                                          | -9                                                     | 2                                                      |                                                        |
| 1972  | Jack Nicklaus (4)                                      | -2                                                     | 3                                                      |                                                        |
| 1973  | Tommy Aaron                                            | -5                                                     | 1                                                      |                                                        |
| 1974  | Gary Player (2)                                        | -10                                                    | 2                                                      |                                                        |
| 1975  | Jack Nicklaus (5)                                      | -12                                                    | 1                                                      |                                                        |
| 1976  | Raymond Floyd                                          | -17                                                    | 8                                                      |                                                        |
| 1977  | Tom Watson                                             | -12                                                    | 2                                                      |                                                        |
| 1978  | Gary Player (3)                                        | -11                                                    | 1                                                      |                                                        |
| 1979  | Fuzzy Zoeller                                          | -8                                                     | Playoff (3)                                            |                                                        |
| 1980  | Severiano Ballesteros                                  | -13                                                    | 4                                                      |                                                        |
| 1981  | Tom Watson (2)                                         | -8                                                     | 2                                                      |                                                        |
| 1982  | Craig Stadler                                          | -4                                                     | Playoff (2)                                            |                                                        |
| 1983  | Severiano Ballesteros (2)                              | -8                                                     | 4                                                      |                                                        |
| 1984  | Ben Crenshaw                                           | -11                                                    | 1                                                      |                                                        |
| 1985  | Bernhard Langer                                        | -6                                                     | 1                                                      |                                                        |
| 1986  | Jack Nicklaus (6)                                      | -9                                                     | 1                                                      |                                                        |
| 1987  | Larry Mize                                             | -3                                                     | Playoff (3)                                            |                                                        |
| 1988  | Sandy Lyle                                             | -7                                                     | 1                                                      |                                                        |
| 1989  | Nick Faldo                                             | -5                                                     | Playoff (3)                                            |                                                        |
| 1990  | Nick Faldo (2)                                         | -10                                                    | Playoff (2)                                            |                                                        |
| 1991  | Ian Woosnam                                            | -11                                                    | 1                                                      |                                                        |
| 1992  | Fred Couples                                           | -13                                                    | 2                                                      |                                                        |
| 1993  | Bernhard Langer (2)                                    | -11                                                    | 4                                                      |                                                        |
| 1994  | José María Olazábal                                    | -9                                                     | 2                                                      |                                                        |
| 1995  | Ben Crenshaw (2)                                       | -14                                                    | 1                                                      |                                                        |
| 1996  | Nick Faldo (3)                                         | -12                                                    | 5                                                      |                                                        |
| 1997  | Tiger Woods                                            | -18                                                    | 12                                                     |                                                        |
| 1998  | Mark O'Meara                                           | -9                                                     | 1                                                      |                                                        |
| 1999  | José María Olazábal (2)                                | -8                                                     | 2                                                      |                                                        |
| 2000  | Vijay Singh                                            | -10                                                    | 3                                                      |                                                        |
| 2001  | Tiger Woods (2)                                        | -16                                                    | 2                                                      |                                                        |
| 2002  | Tiger Woods (3)                                        | -12                                                    | 3                                                      |                                                        |
| 2003  | Mike Weir                                              | -7                                                     | Playoff (2)                                            |                                                        |
| 2004  | Phil Mickelson                                         | -9                                                     | 1                                                      |                                                        |
| 2005  | Tiger Woods (4)                                        | -12                                                    | Playoff (2)                                            |                                                        |
| 2006  | Phil Mickelson (2)                                     | -7                                                     | 2                                                      |                                                        |
| 2007  | Zach Johnson                                           | +1                                                     | 2                                                      |                                                        |
| 2008  | Trevor Immelman                                        | -8                                                     | 3                                                      |                                                        |
| 2009  | Ángel Cabrera                                          | -12                                                    | Playoff (3)                                            |                                                        |
| 2010  | Phil Mickelson (3)                                     | -16                                                    | 3                                                      |                                                        |
| 2011  | Charl Schwartzel                                       | -14                                                    | 2                                                      |                                                        |
| 2012  | Bubba Watson                                           | -10                                                    | Playoff (2)                                            |                                                        |
| 2013  | Adam Scott                                             | -9                                                     | Playoff (2)                                            |                                                        |
| 2014  | Bubba Watson (2)                                       | -8                                                     | 3                                                      |                                                        |
| 2015  | Jordan Spieth                                          | -18                                                    | 4                                                      |                                                        |
| 2016  | Daniel Willett                                         | -5                                                     | 3                                                      |                                                        |
| 2017  | Sergio García                                          | -9                                                     | Playoff (2)                                            |                                                        |
| 2018  | Patrick Reed                                           | -15                                                    | 1                                                      |                                                        |
| 2019  | Tiger Woods (5)                                        | -13                                                    | 1                                                      |                                                        |
| 2020  | Dustin Johnson                                         | -20                                                    | 5                                                      |                                                        |
| 2021  | Hideki Matsuyama                                       | -10                                                    | 1                                                      |                                                        |
| 2022  | Scott Scheffler                                        | -10                                                    | 3                                                      |                                                        |
| 2023  | Jon Rahm                                               | -12                                                    | 4                                                      |                                                        |
| 2024  | Scott Scheffler (2)                                    | -11                                                    | 4                                                      |                                                        |
| 2025  | Rory McIlroy                                           | -11                                                    | Playoff                                                |                                                        |

Le chiffre entre parenthèses suivant « playoff » indique le nombre de joueurs.

## Nombre de victoires par joueur
| Pays | Golfeurs              | Total | Années                             |
| ---- | --------------------- | ----- | ---------------------------------- |
|      | Jack Nicklaus         | 6     | 1963, 1965, 1966, 1972, 1975, 1986 |
|      | Tiger Woods           | 5     | 1997, 2001, 2002, 2005, 2019       |
|      | Arnold Palmer         | 4     | 1958, 1960, 1962, 1964             |
|      | Jimmy Demaret         | 3     | 1940, 1947, 1950                   |
|      | Sam Snead             | 3     | 1949, 1952, 1954                   |
|      | Gary Player           | 3     | 1961, 1974, 1978                   |
|      | Nick Faldo            | 3     | 1989, 1990, 1996                   |
|      | Phil Mickelson        | 3     | 2004, 2006, 2010                   |
|      | Horton Smith          | 2     | 1934, 1936                         |
|      | Byron Nelson          | 2     | 1937, 1942                         |
|      | Ben Hogan             | 2     | 1951, 1953                         |
|      | Tom Watson            | 2     | 1977, 1981                         |
|      | Severiano Ballesteros | 2     | 1980, 1983                         |
|      | Bernhard Langer       | 2     | 1985, 1993                         |
|      | Ben Crenshaw          | 2     | 1984, 1995                         |
|      | Jose Maria Olazabal   | 2     | 1994, 1999                         |
|      | Bubba Watson          | 2     | 2012, 2014                         |
|      | Scott Scheffler       | 2     | 2022, 2024                         |

## Nombre de victoires par nationalité
| Rang | Nation                            | Gagnés | Gagnants |
| ---- | --------------------------------- | ------ | -------- |
| 1    | États-Unis                        | 64     | 39       |
| 2    | Espagne                           | 6      | 4        |
| 3    | Afrique du Sud                    | 5      | 3        |
| 4    | Grande-Bretagne (Angleterre)      | 4      | 2        |
| 5    | Allemagne                         | 2      | 1        |
| 6    | Grande-Bretagne (Écosse)          | 1      | 1        |
| 7    | Grande-Bretagne (Pays de Galles)  | 1      | 1        |
| 8    | Fidji                             | 1      | 1        |
| 9    | Canada                            | 1      | 1        |
| 10   | Argentine                         | 1      | 1        |
| 11   | Australie                         | 1      | 1        |
| 12   | Japon                             | 1      | 1        |
| 13   | Grande-Bretagne (Irlande du Nord) | 1      | 1        |

## Records
- Plus jeune vainqueur : Tiger Woods (1997) à 21 ans 3 mois et 14 jours.
- Vainqueur le plus âgé : Jack Nicklaus (1986) à 46 ans 2 mois et 23 jours.
- Plus grand écart de coups avec le 2e : 12 coups (Tiger Woods en 1997)
- Plus grand nombre de cuts : 37 par Jack Nicklaus (Le cut a été introduit en 1957)
- Plus grand nombre de cuts consécutifs : 24 par Tiger Woods le dernier en 2024.
- Plus grand nombre de participations : 52 par Gary Player entre 1957 et 2009.

Le cut, c'est le couperet, la limite imposée après le 2e tour pour avoir le droit de disputer les deux derniers tours. À Augusta pour le Masters, on conserve au résultat de ce "cut", les 50 meilleurs joueurs et les ex aequo et, généralement les joueurs n'ayant pas joué sur les deux premiers jours, plus de 10 coups que le score du leader.

## Les Français au Masters
1952 : premier français, Albert Pelissier (Jour 1 : 78 ; Jour 2 : 80)
1958 : Henri de Lamaze (Jour 1 : 84 ; Jour 2 : 81)
1964 : Jean Garaialde
1966 : premier français à 2 participations, Jean Garaialde
1982 : premier amateur, Philippe Ploujoux
1983 : premier français en tête du leaderboard, Philippe Ploujoux, après 4 trous le premier jour
2000 : premier français à franchir le cut et nouveau meilleur classement final (19e), Jean Van de Velde
2002 : Thomas Levet
2005 : nouveau meilleur classement final pour un français, Thomas Levet (13e avec une carte de 68 le 3e jour)
2007 : Julien Guerrier
2011 : Grégory Havret
2014 : Victor Dubuisson
2015 : Victor Dubuisson
2016 : première fois que deux français participent la même année ; Romain Langasque (39e dont 68 le dernier jour) et Victor Dubuisson (42e, 3e participation un record)
2020 : Victor Perez, 3e français à franchir le Cut dès sa première participation
2021 : Victor Perez
2024 : nouveau meilleur classement final pour un français, Matthieu Pavon (12è)
| Nom               | Nombre de participations | Nombre de cuts franchis | Année(s)         | Meilleur classement |
| ----------------- | ------------------------ | ----------------------- | ---------------- | ------------------- |
| Victor Dubuisson  | 3                        | 1                       | 2014, 2015, 2016 | 42e                 |
| Thomas Levet      | 2                        | 1                       | 2002, 2005       | 13e                 |
| Philippe Ploujoux | 2                        | 0                       | 1982, 1983       | -                   |
| Jean Garaialde    | 2                        | 0                       | 1964, 1966       | -                   |
| Victor Perez      | 2                        | 1                       | 2020, 2021       | 47e                 |
| Matthieu Pavon    | 1                        | 1                       | 2024             | 12è                 |
| Romain Langasque  | 1                        | 1                       | 2016             | 39e                 |
| Grégory Havret    | 1                        | 0                       | 2011             | -                   |
| Julien Guerrier   | 1                        | 0                       | 2007             | -                   |
| Jean Van de Velde | 1                        | 1                       | 2000             | 19e                 |
| Henri de Lamaze   | 1                        | 0                       | 1958             | -                   |
| Albert Pelissier  | 1                        | 0                       | 1952             | -                   |

## Aspects économiques

### Billetterie
Bien que les billets pour le Masters ne soient pas chers, ils sont très difficiles à obtenir. Même les billets d'accès au practice peuvent être difficile à avoir. Les demandes de billets pour le practice doivent être déposées près d'un an à l'avance et les candidats retenus sont choisis par tirage au sort. Les billets pour le tournoi sont vendus uniquement aux membres d'une liste de mécènes, qui est fermée. Une liste d'attente pour la liste de mécènes a été ouverte en 1972 et fermée en 1978. Elle a été rouverte en 2000, puis à nouveau fermée. En 2008, le Masters a commencé à autoriser les enfants (âgés de 8 à 16 ans) à entrer gratuitement lors du tournoi s'ils sont accompagnées par le mécène qui est propriétaire de son badge. Une majorité des billets pour le Masters est livrée au même groupe de mécènes, de supporters et des membres chaque année. Ces détenteurs de billet qui décident parfois de vendre leurs billets peuvent le faire par des plateformes de vente en ligne de billet comme StubHub, TicketCity et VividSeats. Certaines de ces plateformes marchandes permettent aux fans d'acheter un billet pendant un seul jour, par opposition au laissez-passer traditionnel de 4 jours.
Le site internet du Masters a annoncé qu'une quantité limitée de billets pour le tournoi 2012 sera attribué au grand public à la fois pour les journées d'entraînement et le tournoi deux tours de la concurrence.

### Couverture médiatique

#### Couverture radiophonique
Westwood One a fourni la radio en direct aux États-Unis depuis 1956. Cette couverture peut également être entendu sur le site officiel du Masters. Le réseau offre tout au long du tournoi des mises à jour de deux à trois mises, ainsi que des segements de trois à quatre heures vers la fin de la journée.

#### Internationale
La BBC enregistre le Masters au Royaume-Uni depuis 1986, et fournit des commentaires radio sur les étapes finales sur BBC Radio 5 Live. Avec le lancement en 2007 de la BBC HD, les téléspectateurs du Royaume-Uni peuvent regarder le tournoi en format haute définition. BBC Sport détient actuellement les droits télévisuels et radiophoniques jusqu'en 2010. La BBC couvre l’événement sans publicité parce qu'il est financé par redevance audiovisuelle. À partir de l'édition de 2011, Sky Sports commence la diffusion des quatre jours, aussi bien que le concours du par 3 au format HD et, pour la première fois, en 3D. La BBC aura seulement les résumés des deux premiers jours, mais sera en tête à tête avec Sky Sports, avec l'entière couverture sur les deux derniers jours. En Irlande, à partir de 2008 Setanta Irlande diffusera en direct tous les quatre tours après avoir diffusé les deux premiers tours avec RTÉ.
Au Canada, les droits de diffusions sont gérés par Bell Media, avec une couverture divisée entre CTV (télédiffusion), qui diffuse simultanément les journées du week-end couvert par CBS, le cable TSN, qui porte la couverture de l'ESPN'S des jours de la semaine et émet aussi les réémissions du soir des quatre jours et RDS, qui porte la couverture en français. Avant 2013, les droits de diffusions Canadien été gérés par une société de marketing, Graham Sanborn Media qui a à son tour racheté du temps à Global Television Network, TSN et RDS (à part 2012 où la couverture en langue française émiettée sur TVA et TVA Sports) pour émettre les émissions, vendant aussi toute la publicité pour les émissions canadiennes. Ceci était un arrangement inhabituel dans la radiodiffusion de sport canadienne, comme dans la plupart des cas les diffuseurs acquièrent leurs droits directement des organisateurs de l'événement (ou par des partenariats avec des détenteurs de droits internationaux). En 2013, Global et TSN ont commencé à vendre la publicité directement et ont conjointement produit leur propre clips de présentation et les grands moments pour le public canadiens (en exécutant toujours la couverture de ESPN/CBS pour le tournoi lui-même).
Dans la plupart des autres pays, y compris une grande partie de l'Asie, d'Amérique latine, d'Afrique du Nord et du Moyen-Orient, les droits d'émission pour le tournoi entier sont tenus par les réseaux Internationaux ESPN.

### Produits dérivés
Le Masters d'Augusta compte un grand nombre de produits dérivés: casquettes, balles, parapluies, polos... C'est le seul endroit où les spectateurs peuvent acheter les produits officiels du tournoi. Des bâtiments spécifiques sous forme de tentes sont conçus à cet effet. Les spectateurs peuvent trouver les souvenirs notamment près du 1er fairway du parcours. Toutefois, il existe aussi un pro-shop accessible à ceux qui disposent de la bonne accréditation et seulement durant le tournoi. Cependant, l'accès aux produits dérivés peut-être très long avec des files d'attente souvent interminables. L’événement ne dispose de site marchand en ligne sur Internet ni de dépôts en magasins, c'est ce qui ajoute son charme mais aussi sa spécificité. Les produits estampillés du logo du Masters sont une source importante de revenus, ce dernier étant l'un des logos générant le plus de profits dans l'histoire du marketing.